# رابعه سیوان
رابعه سیوان (انگلیسی: Rabia Civan؛ زادهٔ ۵ ژانویهٔ ۱۹۹۹) بازیکن فوتبال اهل ترکیه است.
وی همچنین در تیم‌های ملی فوتبال Turkey women's national under-17 football team و Turkey women's national under-19 football team بازی کرده‌است.